# コロラド級戦艦
コロラド級戦艦 (コロラドきゅうせんかん：Colorado-class battleships) または、メリーランド級戦艦 (メリーランドきゅうせんかん：Maryland-class battleships) は、アメリカ海軍が就役させた超弩級戦艦の艦級である。ワシントン会議前に建造された、最後の標準型戦艦である。4隻建造され、2番艦「メリーランド」が軍縮会議前の1921年7月に就役した。1番艦「コロラド」、4番艦「ウェストバージニア」は、日本海軍の戦艦「陸奥」存続と引き換えに建造が続けられた。3番艦「ワシントン」はワシントン海軍軍縮条約で建造中止となり、最終的に3隻（コロラド、メリーランド、ウェストバージニア）が竣工した。主砲を連装で装備した、最後のアメリカ戦艦である。

## 概要

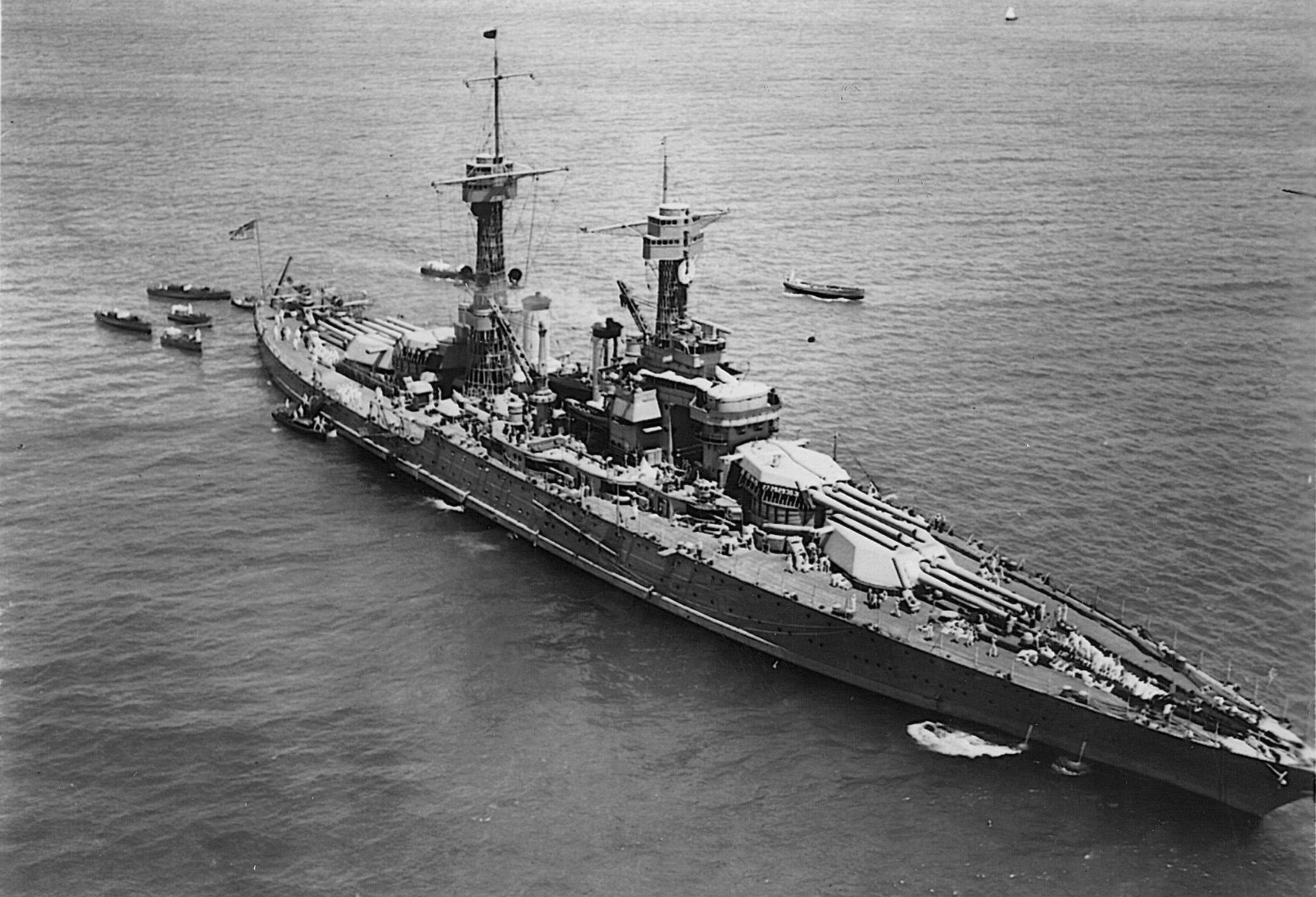
前級（準同型艦）であるテネシー級戦艦「テネシー」

コロラド級戦艦（メリーランド級戦艦）は、基本的には前級のテネシー級戦艦の改良型である。1917年海軍整備計画において建造された。元々14インチ（35.6cm）3連装砲塔4基を搭載する予定だったが、大日本帝国海軍が八八艦隊を計画し、その1番手として16インチ砲搭載戦艦である長門型戦艦を建造することが判明する。さらにイギリス海軍が計画していたG3型巡洋戦艦は16インチ砲を、N3型戦艦に至っては18インチ砲（46cm砲）を搭載予定であった。これらの新型戦艦に対抗するため、テネシー級の主武装を40.6cm連装砲塔に変更したのが本級である。そのため装甲などは対35.6cm砲レベルのままであった。次級のサウスダコタ級戦艦は50口径16インチ砲と16インチ砲対応の防御力を備えた新設計となったが、やはりN3型戦艦には見劣りした。
ただし準同型艦であるテネシー級と同等の対35.6cm砲レベルの装甲であっても、ニューメキシコ級以前のアメリカ標準型戦艦よりは強力である。アメリカ海軍は、保有戦艦の中で特に防御力に優れたテネシー級2隻（テネシー、カリフォルニア）と本級3隻をあわせ5隻を「ビッグ・ファイブ」と称した。
第一次世界大戦中に4隻が計画検討されたクラスであり、大戦終結後の1920年3月に2番艦「メリーランド」(USS Maryland, BB-46) が進水、1921年7月に就役した。同年11月から開催されたワシントン会議により、1922年2月6日にワシントン海軍軍縮条約が締結された。この会議で日本海軍が完成させた長門型戦艦2番艦陸奥（1921年11月、竣工）の保有是非を巡って激論となり、最終的にアメリカはウェストバージニア級戦艦2隻（ウェスト・バージニア、コロラド）の建造続行、イギリスはネルソン級戦艦2隻建造の権利を獲得した。
その代償として各国とも戦艦複数隻の廃棄を決定し、アメリカはデラウェア級戦艦のデラウェア (USS Delaware, BB-28) とノースダコタ (USS North Dakota, BB-29) を退役させた。
また軍縮条約により、本級3番艦「ワシントン」(USS Washington, BB-47) が完成直前で廃棄対象となり、標的艦として処分された。
なお2番艦「メリーランド」(USS Maryland, BB-46) の建造（起工、進水、就役）がネームシップの「コロラド」(USS Colorado, BB-45) よりも1年から2年ほど早かったために、メリーランド級と呼称することもある。

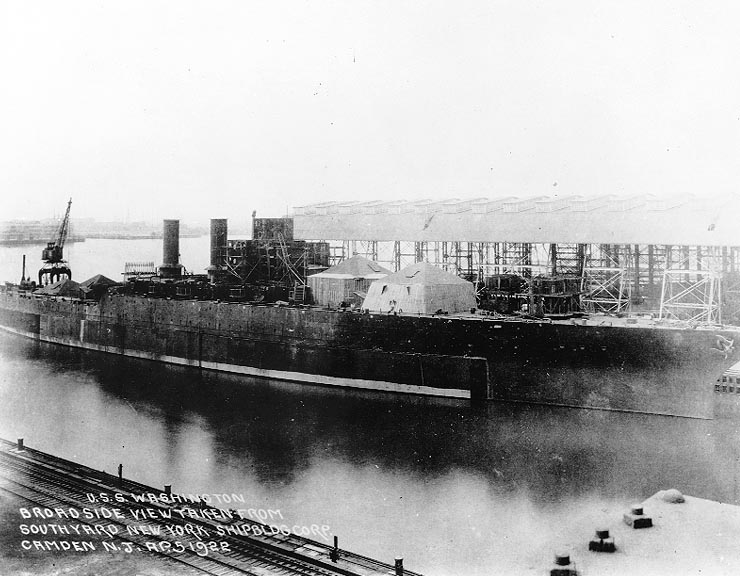
船体のみ完成した「ワシントン
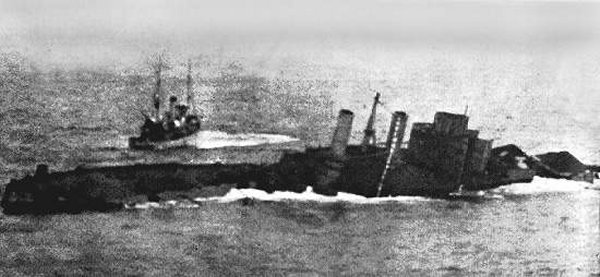
海没処分にされる「ワシントン」

## 艦形について

### 就役後から第一次大戦後

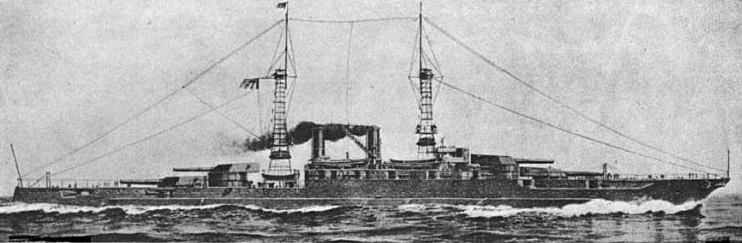
本級の初期設計。

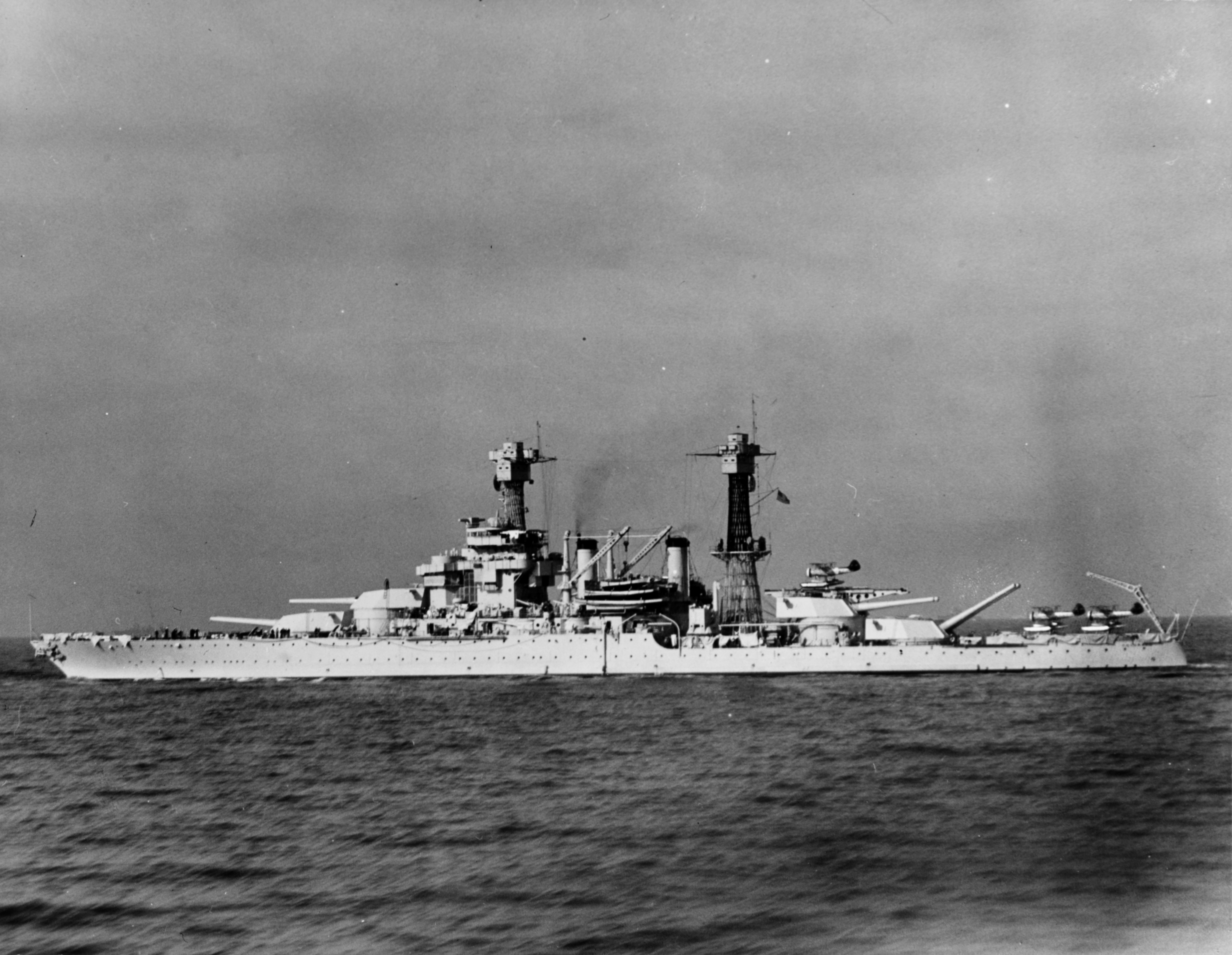
1930年頃に撮られた「コロラド」。

コロラド級の船体形状は前級に引き続き長船首楼型船体である。鋭く前方に傾斜したクリッパー型艦首から艦首甲板上に「Mark 1 1921年型 40.6cm（45口径）砲」を連装砲塔に納め、1・2番主砲塔を背負い式で2基、2番主砲塔の基部から甲板よりも一段高い艦上構造物が始まり、その上に司令塔が立つ。司令塔の背後から箱型の艦橋が立ち船橋（ブリッジ）で接続させていた。艦橋を基部として当時のアメリカ海軍の大型艦の特色である籠状の前部マストが立つ。前部マストの下部に航海艦橋、頂上部に露天の見張り所を持つ。
船体中央部に2本煙突が立ち、その周囲が艦載艇置き場となっており、1番煙突の側面部に片舷に1基ずつ立つ探照灯台を基部とするクレーン2基により運用された。2番煙突の後方で船首楼が終了し、そこから甲板一段分下がって籠状の後部マストと3番・4番主砲塔が後ろ向きに背負い式配置で2基が配置されていた。
コロラド級の副砲である「12.7ｃｍ（51口径）速射砲」は2番主砲塔後方の上部構造物上に単装砲架で片舷1基ずつ2基と、船体中央部にケースメイト（砲郭）配置で放射状に単装で5基の計12基を搭載していた。

### 第二次世界大戦時
「コロラド」は大戦前の1941年夏よりオーバーホールと改装を行い、艦橋構造を一部改正し、前部マストの頂上部に網状のレーダーアンテナを設置した。また籠状の後部マストを撤去し、新たに塔型の後部艦橋が設けられた。「メリーランド」と「ウェストバージニア」は真珠湾攻撃により損傷し、「メリーランド」は修理に際して「コロラド」に準じた改装を受けた。一方、大破着底した「ウエスト・バージニア」は浮揚された後に大改装を行い、改装前の上部構造物を撤去して上部構造物を新設し、サウス・ダコタ級に近似した塔型艦橋に1本煙突、後部マストをもつ外観となった。
3隻とも改装の際に副武装と対空火器を一新、砲郭式の舷側単装副砲を全廃(「メリーランド」を除く)、旧来の対空火器を12.7cm（38口径）連装両用砲やボフォース 40mm（56口径）4連装機関砲、MK.V(エリコンSS) 20mm 単装機関砲といった新型対空火器に更新している。

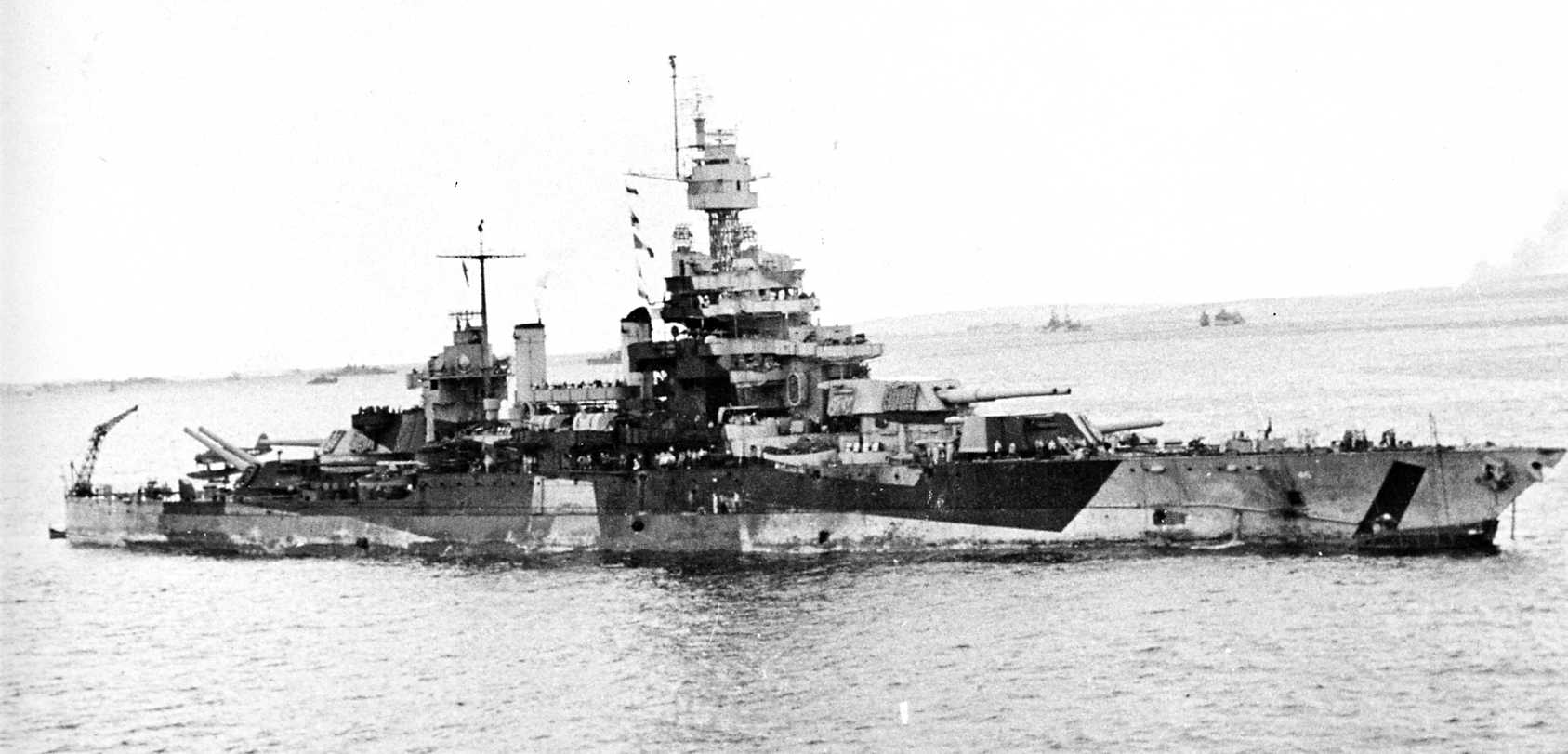
改装後の「コロラド」 1944年7月24日の撮影。
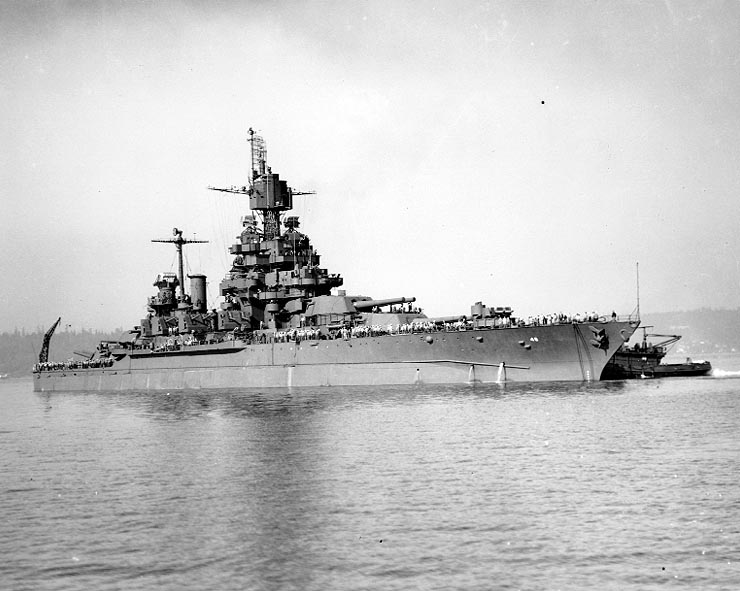
改装後の「メリーランド」 1945年4月撮影。
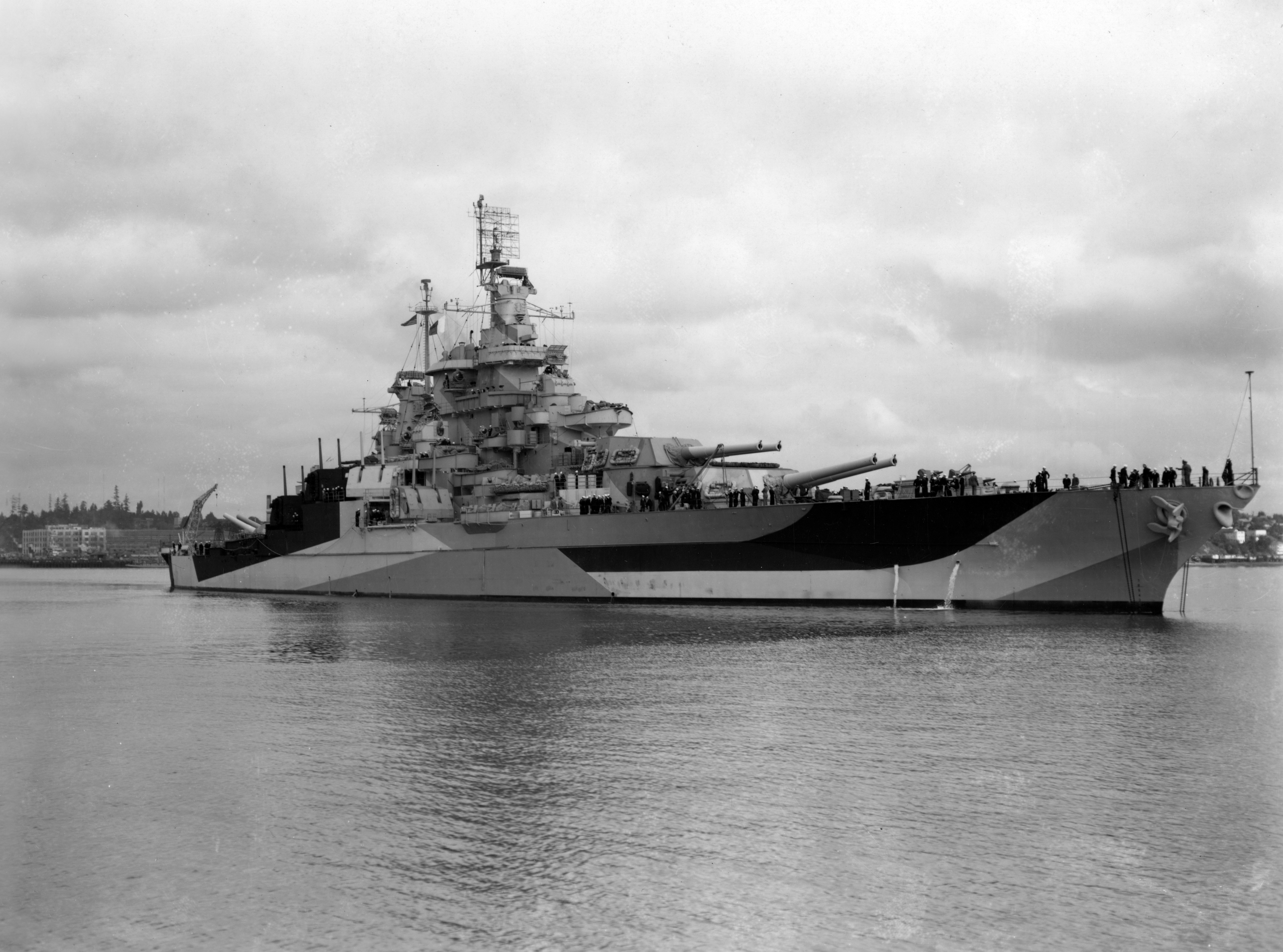
大改装後の「ウエスト・バージニア」 1944年7月撮影。

## 兵装

### 主砲

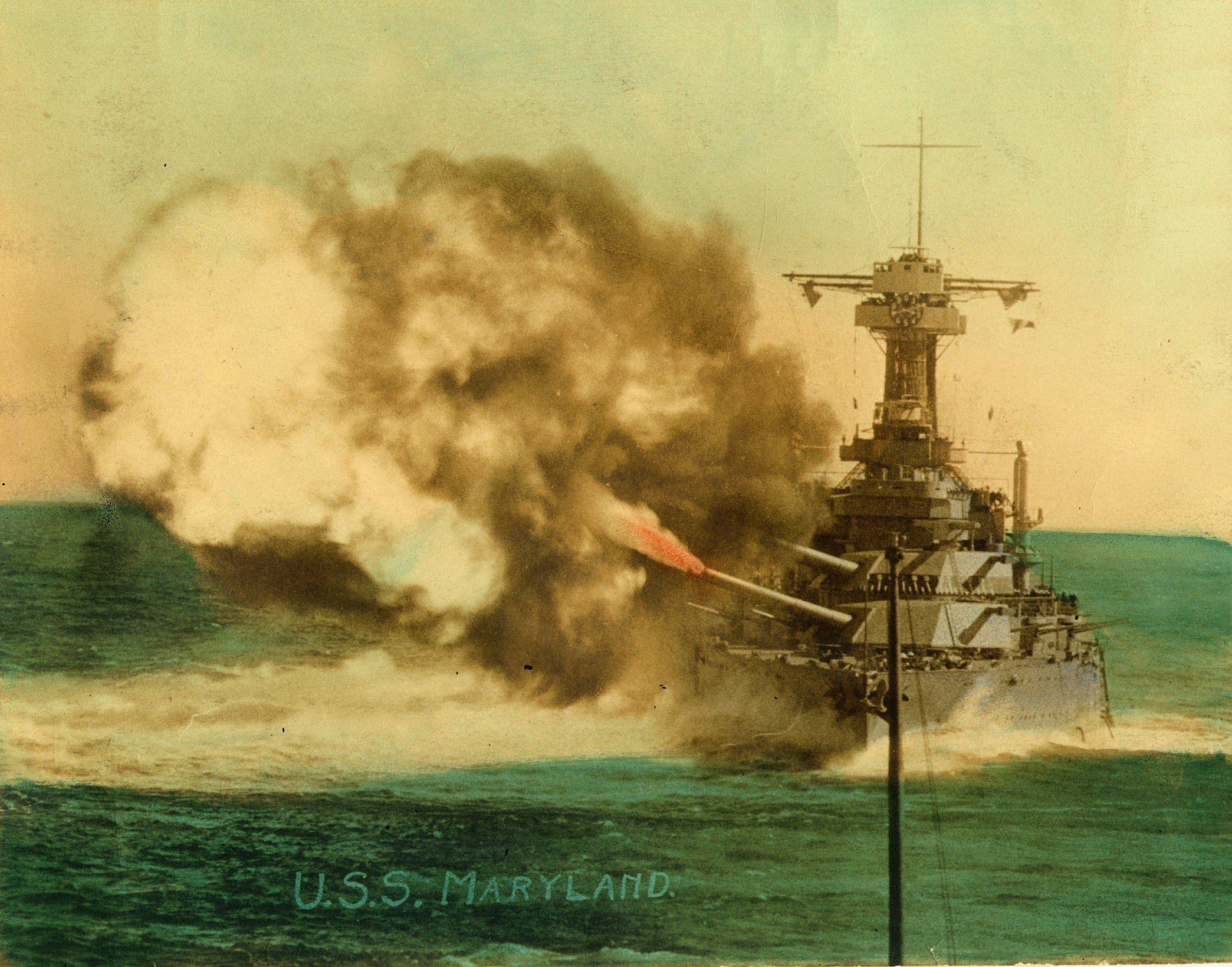
1920年ごろの「メリーランド」の主砲訓練の写真

コロラド級の主砲は新開発のMark 1 1921年型 40.6cm（45口径）砲を採用している。これを新設計の連装砲塔に納めた。その性能は「テネシー級」の35.6cm砲弾よりも約4割増しの重量957.1kgの主砲弾を最大仰角30度で射距離31,360mまで届かせる事ができる性能で、射距離14,630mで舷側装甲376mmを、射距離18,290mで292mmを貫通できる性能であった。装填機構は固定角度装填で仰角1度で装填、発射速度は毎分1.5発であった。砲身の仰角は30度・俯角4度で動力は電動モーターによる駆動であり補助に人力を必要とした。旋回角度は左右150度の旋回角が可能であった。

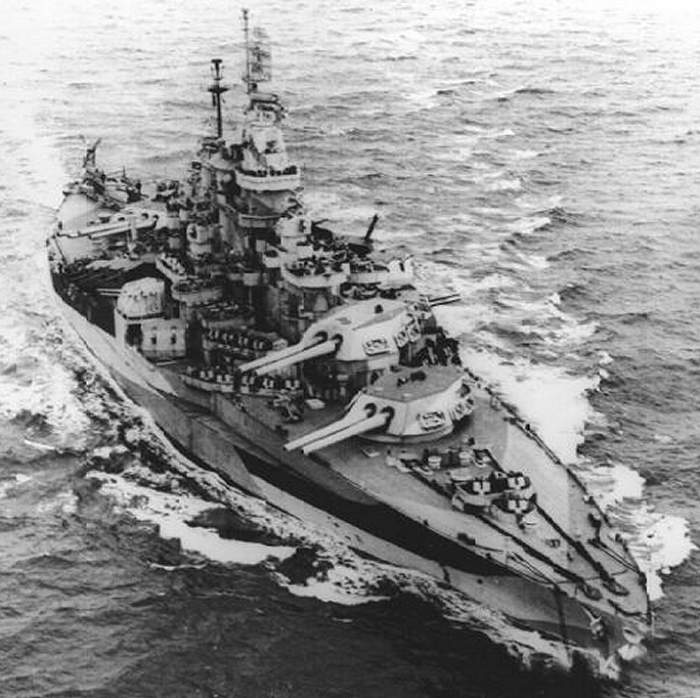
損傷修理後の「ウエスト・バージニア」の写真

第2次大戦時、損傷修理時に新型砲塔のMark 5＆8 1938年型 40.6cm（45口径）砲に更新された。その性能は重量1,016kgの主砲弾を最大仰角30度で射距離31,910mまで届かせる事ができる性能で、射距離15,360mで舷側装甲457mmを、射距離22,400mで356mmを貫通でき、射程20,120mで甲板装甲102mmを、射程31,550mで甲板203mmを貫通できる性能であった。装填機構は固定角度装填で仰角1度で装填、発射速度は毎分1.5発であった。砲身の仰角は30度・俯角4度で動力は電動モーターによる駆動であり補助に人力を必要とした。旋回角度は左右150度の旋回角が可能であった。
| 射距離                  | 対垂直甲鈑          |
| ----------------------- | ------------------- |
| 6,000ヤード（5,490m）   | 25.8インチ（655mm） |
| 9,000ヤード（8,230m）   | 22.2インチ（564mm） |
| 12,000ヤード（10,920m） | 18.9インチ（480mm） |
| 16,000ヤード（14,630m） | 14.8インチ（376mm） |
| 20,000ヤード（18,288m） | 11.5インチ（292mm） |

| 射距離                  | 仰角   | 落角   | 存速(m/s) | 対垂直甲鈑 | 対水平甲鈑 |
| ----------------------- | ------ | ------ | --------- | ---------- | ---------- |
| 10,000ヤード（9,144m）  | 5.11°  | 5.92°  | 612       | 572mm      | 39mm       |
| 14,000ヤード（12,802m） | 7.68°  | 9.47°  | 559       | -          | -          |
| 15,000ヤード（13,716m） | -      | 12.2°  | 547       | 488mm      | 64mm       |
| 20,000ヤード（18,288m） | 12.30° | 16.33° | 497       | 412mm      | 90mm       |
| 24,000ヤード（21,946m） | 15.98° | 22.00° | 469       | -          | -          |
| 25,000ヤード（22,860m） | -      | 23.55° | 464       | 349mm      | 121mm      |
| 30,000ヤード（27,432m） | 22.73° | 31.68° | 449       | 297mm      | 158mm      |
| 34,000ヤード（31,090m） | 28.32° | 38.65° | 450       | -          | -          |
| 35,000ヤード（32,004m） | -      | 49.47° | 453       | 254mm      | 207mm      |

### 副砲、その他武装等
副砲は前級に引き続きMarks 7 1910年型 12.7cm（51口径）速射砲を採用した。その性能は重量22.7 kgの砲弾を最大仰角15度では射程14,490 mまで届かせられるこの砲を舷側ケースメイトで18基ずつ、甲板上に露天で4基の計14基を搭載した。砲架の俯仰能力は仰角20度・俯角15度である、旋回角度は露天で300度、ケースメイトで最大150度の旋回角度を持つが実際は上部構造物により射界に制限を受けた。砲身の俯仰・砲塔の旋回・砲弾の揚弾・装填は主に人力を必要とした。発射速度は前型の毎分6発から毎分8～9発へと向上した。
対空火器として1914年型 7.62cm（50口径）高角砲が搭載された。その性能は重量5.9 kgの砲弾を最大仰角85度では射程9,270 mまで届かせられる。この砲を単装砲架でメリーランドは4基、コロラド以後は8基搭載した。砲架の俯仰能力は仰角85度・俯角15度である、旋回角度は露天で360度の旋回角度を持つが、ケースメイトでは旋回角に制限があった。砲身の俯仰・砲塔の旋回・砲弾の揚弾・装填は主に人力を必要とした。発射速度は毎分15～20発である。
その他に対艦用に53.3cm魚雷発射管を水線下に2門を装備した。

### 就役後の武装変換
高角砲は1928年から1930年にかけて、12.7cm25口径単装高角砲へと交換された。同時に対空機銃として12.7mm単装機銃8丁を搭載した。
主砲関連の装備に大きな変更はないが、1928年に超重砲弾（Super Heavy Shell）がアメリカ海軍に採用されたのに伴って1935年から順次揚弾機構などの改修が行われている。

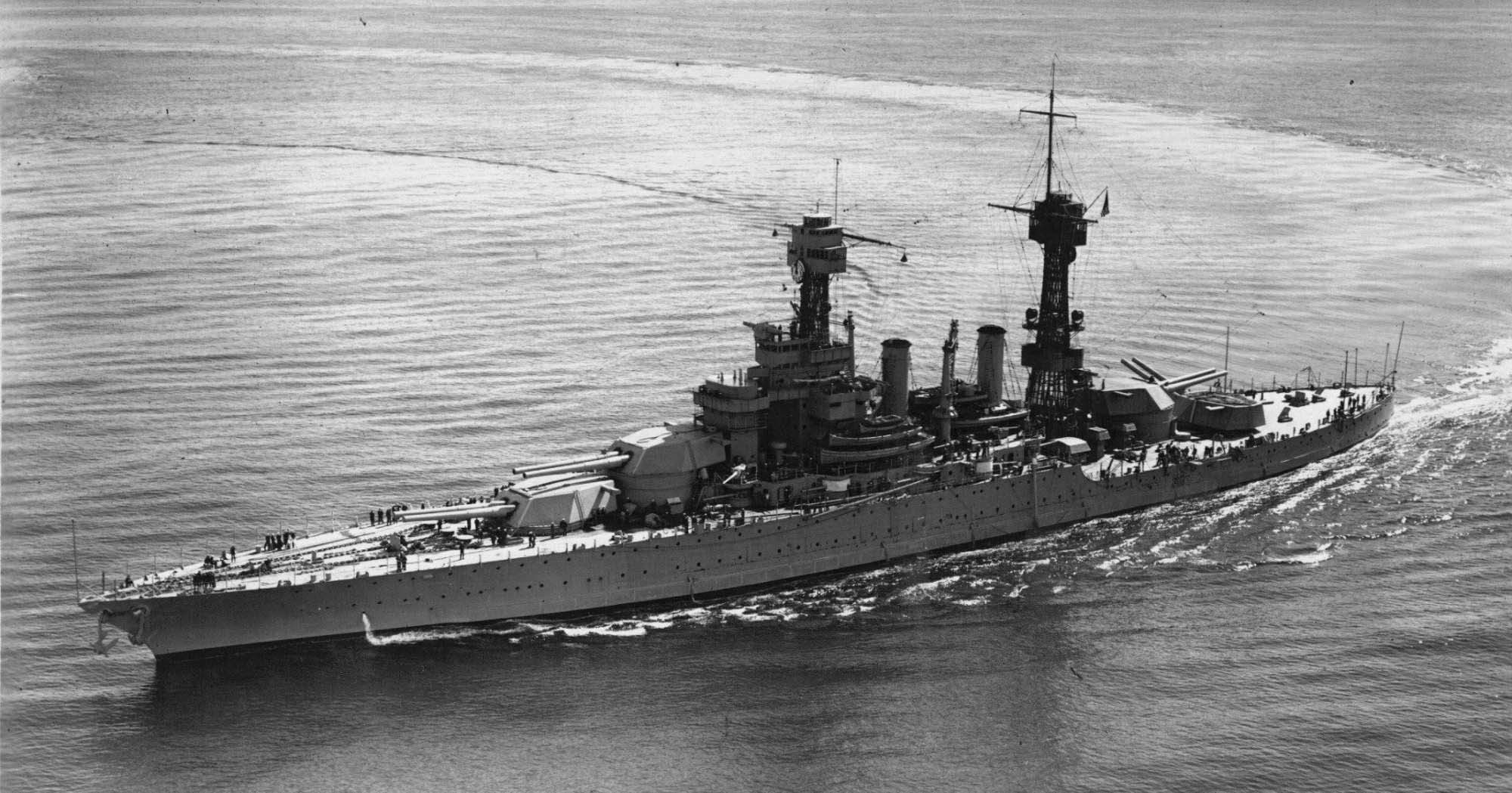
1924年にサンディエゴ付近で撮影された「コロラド」

航空兵装の追加も大きな点である。学研の『アメリカの戦艦』によれば、1921年に就役した「メリーランド」は当初は航空兵装を搭載しておらず、1922年5月22日に艤装中の「コロラド」に圧縮空気式カタパルトが米戦艦で初めて搭載された。その後カタパルトの普及は進み、コロラド級各艦は1926年までに火薬式カタパルトの搭載改修を完了した。「コロラド」においては当初は艦尾に1基のみ搭載されていたカタパルトであったが、1925年に火薬式カタパルトに交換するとともに、第三砲塔上に1基追加され、結果的にコロラド級は全艦、合計2基のカタパルトと2機か3機の水上機を搭載するようになった。
ただし、1924年10月のものとされる右に掲げた写真では艦尾のカタパルトが撤去されており、1925年の改装を前に圧縮空気式のカタパルトはすでになかった可能性もある。

## 機関

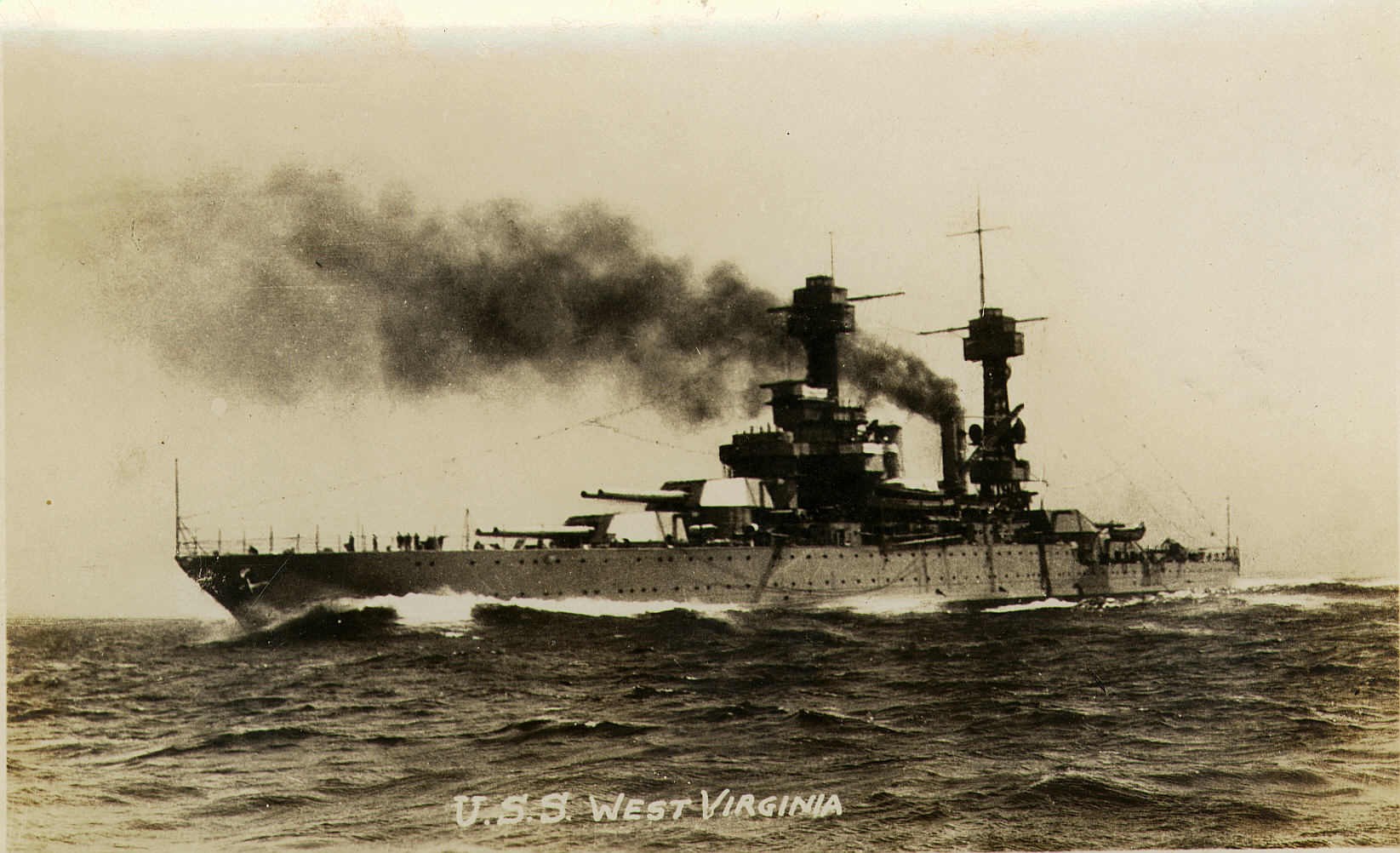
写真は1930年代の「ウエスト・バージニア」の写真

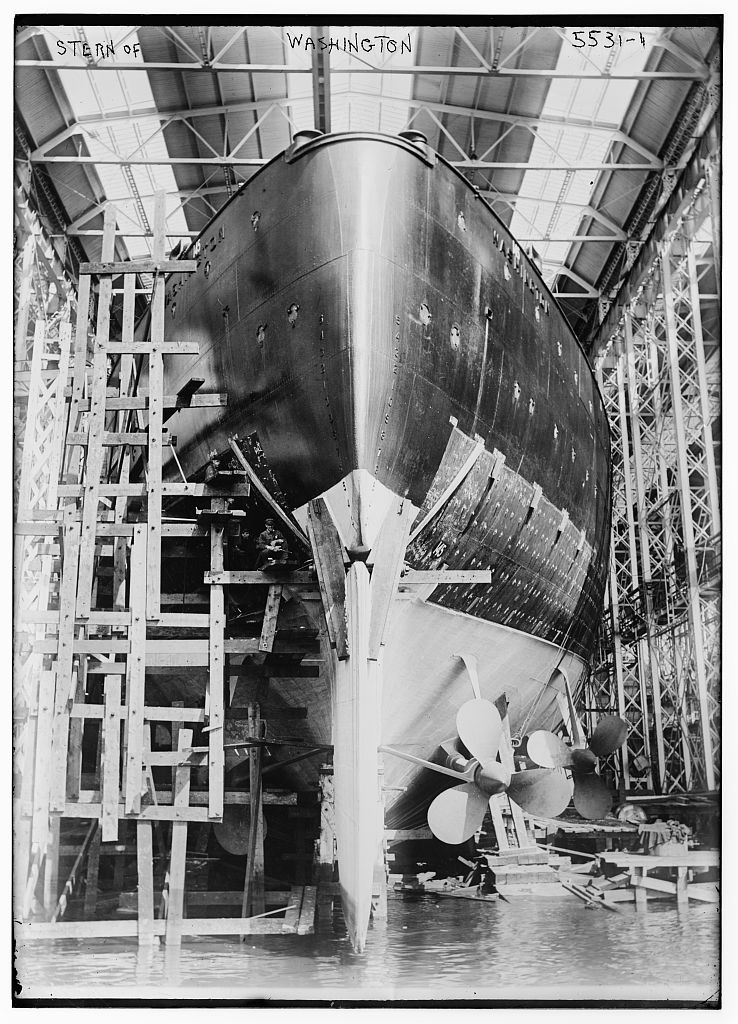
「ワシントン」の推進器

この時代のアメリカはタービン機関の開発に立ち遅れており、低速時の燃料消費に問題があった。これを改善すべくゼネラル・エレクトリック（GE）社は独自にターボ発電機推進を開発していた。この形式の利点はタービン機関を簡素化が可能で、直結タービンの欠点である低速時の燃費の悪化が少ない利点があった。また防御上の利点ではボイラー室と推進機関の構成に自由度が高かった。ただし、万能と言う訳ではなく、動力の伝達ロスがタービン機関の約5倍、また発電機と電動モーターの小型化が難しく、製造コストも高いという問題点もあった。このため、数を必要とする駆逐艦や艦形の小さい巡洋艦には採用されず、戦艦に主に採用された。軍艦の電気設備の増加や艦内空調の強化、真水製造器や食料保存用の冷蔵庫など、電気が欠かせない時代にあって、コロラド級が採用したターボ発電推進は魅力的であった。しかし、機関区が発電専門に特化していたため、コロラド級とテネシー級以前の戦艦が行ったような機関換装が行いづらく、高速化は技術的に難しかった。
機関構成はバブコック・アンド・ウィルコックス社製重油専焼水管缶8基に単胴タービン2基で発電した電力で電気モーター4基4軸推進で、公試において最大出力28,900 shpで最高速度21.0ノット、燃料9割搭載時に15ノットで12,400海里を発揮した。燃料消費量から重油4,570トンで速力15ノットで16,600海里を航行できるとされた。
発電タービンの形式は比較研究のために姉妹艦で別の形式が採用されており、「コロラド」、「メリーランド」はウェスティングハウス社製パーソンズ式単胴体タービン、「ワシントン」、「ウエスト・バージニア」はGE社製カーチス式単胴体タービンで異なっていた。
機関配置は船体中心部に位置する発電室にタービン発電機が前後に1基ずつ計2基が並べられた。発電室を左右から挟み込むようにボイラー室が舷側に配置され、1室あたりボイラー1基ずつが片舷4室に4基ずつ計8基が搭載された。この工夫によりボイラー室に被害を受けても他のボイラー室に被害を及ぼさないようにされ、さらに発電機をボイラー室が防御していた。発電された電力は制御盤を介して艦後部の機械室が縦隔壁2枚で3室に隔てられた推進器室に外側軸は1室に1基ずつ、中央軸は1室に並列で2基ずつ計4基が並べられた。

## 防御
コロラド級の防御様式は前級に比べて変更はなく広範囲を防御する全体防御形式である。舷側装甲帯は1番主砲塔から4番主砲塔の弾薬庫を防御すべく長さ125m・高さ5.2ｍの範囲を防御した。水線部装甲は上側203mm、最厚部で343mm、下側203mmとテーパーしている。水線下防御は多層水雷防御を採用しており、船体長の2/3にあたる前後に広く防御していた。水雷防御は水線下に約5.3mの奥行があり、4枚の隔壁で5層構造で内側の空気の1層と液体で満たした4層で防御していた。
水平甲板の装甲は前級から引き続き、舷側装甲と接続した主甲板装甲で敵弾を受け止め、剥離した装甲板の断片（スプリンター）を下甲板で受け止める複層構造とした。主甲板が最厚部で89mm、下甲板が38～57mでどちらも傾斜しない。
主砲塔の装甲は前盾は457mm、側盾254mm、後盾229mm、天蓋127mmと重装甲だった。基部のバーベットは甲板上は320mmであった。

## 艦歴

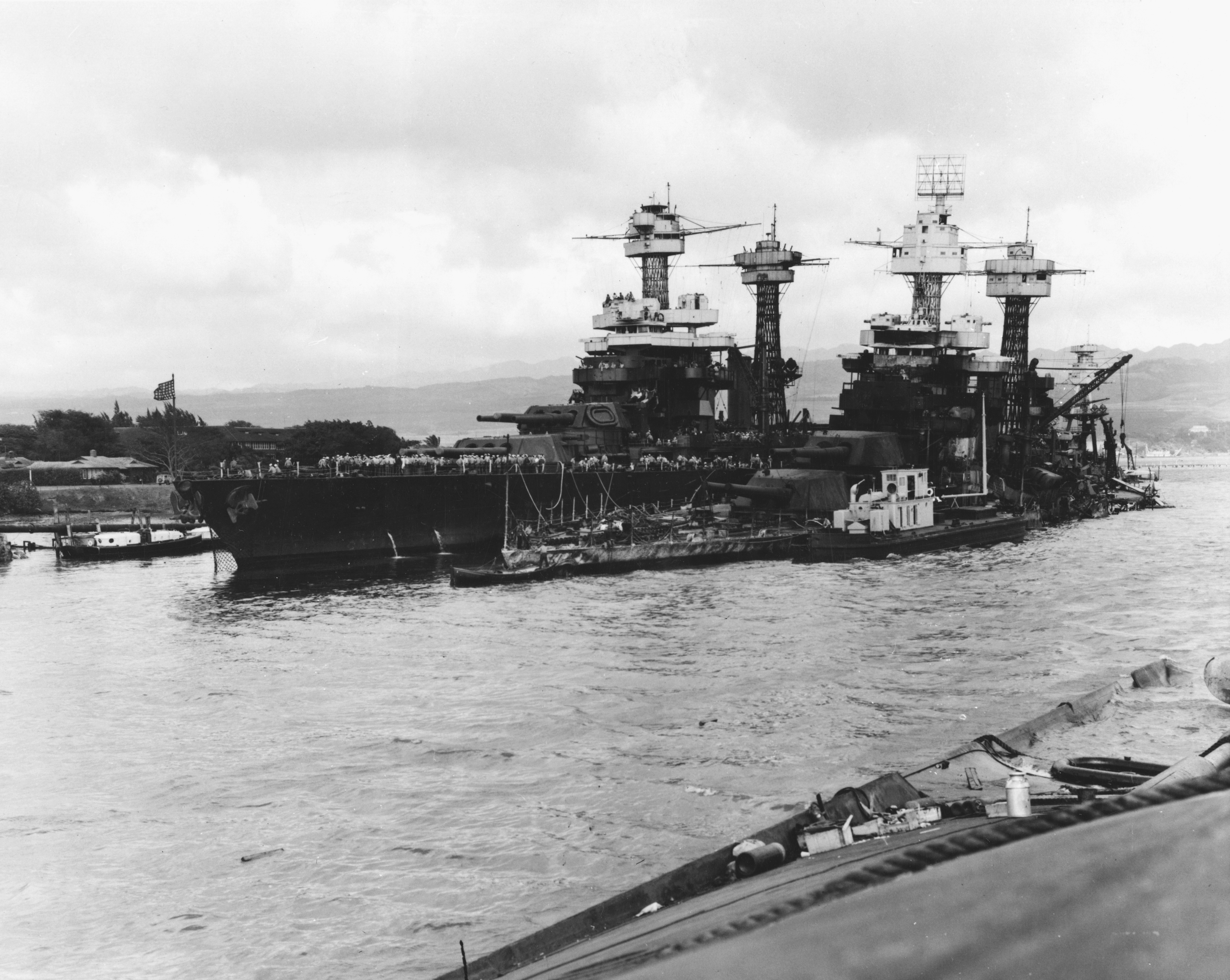
写真は大破着底した「ウエスト・バージニア」。左側の戦艦は「テネシー」。

1936年2月に大日本帝国が第二次ロンドン海軍軍縮会議から脱退すると建艦競争への懸念が高まり、アメリカ海軍も1937年初頭にノースカロライナ級戦艦の建造を開始した。
同時期、日本海軍の第三次海軍補充計画において、18インチ砲を搭載して30ノットを発揮する5万トン級戦艦（大和型戦艦）を複数建造するという観測があり、16インチ砲搭載型で22ノットの「メリーランド級戦艦」は劣勢を余儀なくされた。
1941年12月8日、太平洋戦争開戦時の真珠湾攻撃では、「メリーランド」が九七式艦上攻撃機の800kg徹甲爆弾（長門型戦艦の16インチ砲弾を改造）1発を被弾、さらに250kg爆弾1発の命中と至近弾多数を受けて小破した。「ウェストバージニア」に対する九七艦攻の水平爆撃は不発弾だったが、魚雷複数本が左舷に命中し、大破着底した。「コロラド」は西海岸ピュージェット・サウンド海軍工廠で入渠中で、真珠湾攻撃を免れることが出来た。
早期に修理を終わらせた「メリーランド」と「コロラド」は、近代化改装を受けながら後方警戒任務（ミッドウェー海戦、ガダルカナル島の戦い）、対地支援任務などに従事する（中部太平洋の戦い、タラワの戦い、サイパン島の戦い、ペリリューの戦い、フィリピン攻略戦、硫黄島の戦い、沖縄戦など）。
ピュージェット・サウンド海軍工廠で修理を兼ねて大改造をおこなった「ウェストバージニア」は1944年10月のレイテ沖海戦が復帰戦となり、スリガオ海峡夜戦では「ウェストバージニア」と「メリーランド」が参加して戦艦「山城」を撃沈した。沖縄戦では戦艦「大和」との対決を望んだにもかかわらず、「大和」が航空攻撃で沈んだので艦隊決戦の機会を逸した。またレイテ沖海戦から終戦まで、コロラド級3隻は幾度か日本陸海軍航空隊の特攻攻撃を受け、少なからず損害を被っている。
第二次世界大戦終結後のコロラド級3隻は実戦投入されることもなく、全艦とも1947年までに退役した。戦艦時代の終わりと共にいずれもスクラップとして売却処分された。

## 同型艦
- コロラド (BB-45)
- メリーランド (BB-46)
- ワシントン (BB-47) - 軍縮条約により標的艦として1924年（大正13年）11月25日に自沈処分。艦名はノースカロライナ級戦艦のワシントン (BB-56)に引き継がれる。
- ウェストバージニア (BB-48)